# Beira Interior (região)

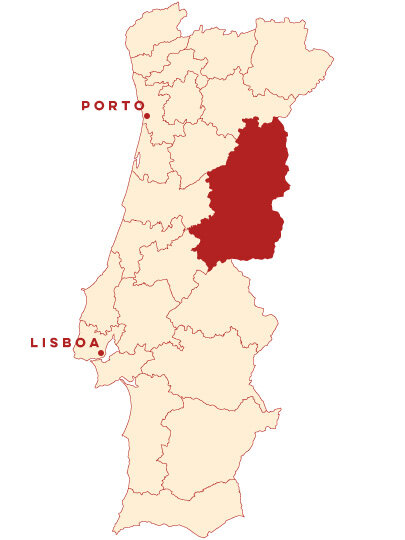

A Beira Interior é uma das regiões incluídas na proposta de sete regiões para a Regionalização de Portugal. De modo informal, é desde há muito uma designação habitual para a parte interior da antiga região da Beira, ao ponto de ter sido empregue no nome oficial de uma universidade pública portuguesa sediada na cidade da Covilhã, a Universidade da Beira Interior. Resulta da moderna união da antiga província da Beira Baixa, com a Beira Transmontana (parte da antiga província da Beira Alta correspondente, grosso modo, ao distrito da Guarda (excetuando o concelho de Vila Nova de Foz Côa pertencente à antiga província de Trás-os-Montes e Alto Douro). Ocupa uma área correspondente a 12 740 km² e contabiliza 383 995 habitantes (2011).

## Geografia

### Municípios
É constituída por 26 municípios, sendo 12 do distrito da Guarda, 12 do distrito de Castelo Branco, 1 do distrito de Coimbra e 1 do distrito de Santarém:
|       | Aguiar da Beira             | 5 473 hab   | 206,77 km²   |
|       | Almeida                     | 7 242 hab   | 520,55 km²   |
|       | Belmonte                    | 6 859 hab   | 114,56 km²   |
|       | Castelo Branco              | 56 109 hab  | 1 439,94 km² |
|       | Celorico da Beira           | 7 693 hab   | 249,93 km²   |
|       | Covilhã                     | 51 797 hab  | 556,43 km²   |
|       | Figueira de Castelo Rodrigo | 6 260 hab   | 508,57 km²   |
|       | Fornos de Algodres          | 4 989 hab   | 133,23 km²   |
|       | Fundão                      | 29 213 hab  | 701,65 km²   |
|       | Gouveia                     | 14 046 hab  | 302,49 km²   |
|       | Guarda                      | 42 541 hab  | 717,88 km²   |
|       | Idanha-a-Nova               | 9 716 hab   | 1 412,73 km² |
|       | Manteigas                   | 3 430 hab   | 125,00 km²   |
|       | Mação                       | 7 338 hab   | 400,83 km²   |
|       | Mêda                        | 5 202 hab   | 285,91 km²   |
|       | Oleiros                     | 5 721 hab   | 465,52 km²   |
|       | Pampilhosa da Serra         | 4 481 hab   | 396,49 km²   |
|       | Penamacor                   | 5 682 hab   | 555,52 km²   |
|       | Pinhel                      | 9 627 hab   | 484,5 km²    |
|       | Proença-a-Nova              | 8 314 hab   | 395,26 km²   |
|       | Sabugal                     | 12 544 hab  | 826,70 km²   |
|       | Seia                        | 24 702 hab  | 435,92 km²   |
|       | Sertã                       | 15 880 hab  | 446,70 km²   |
|       | Trancoso                    | 9 878 hab   | 364,54 km²   |
|       | Vila de Rei                 | 3 452 hab   | 191,26 km²   |
|       | Vila Velha de Ródão         | 3 521 hab   | 329,93 km²   |
| TOTAL | BEIRA INTERIOR              | 370 468 hab | 12 740 km²   |

### Território

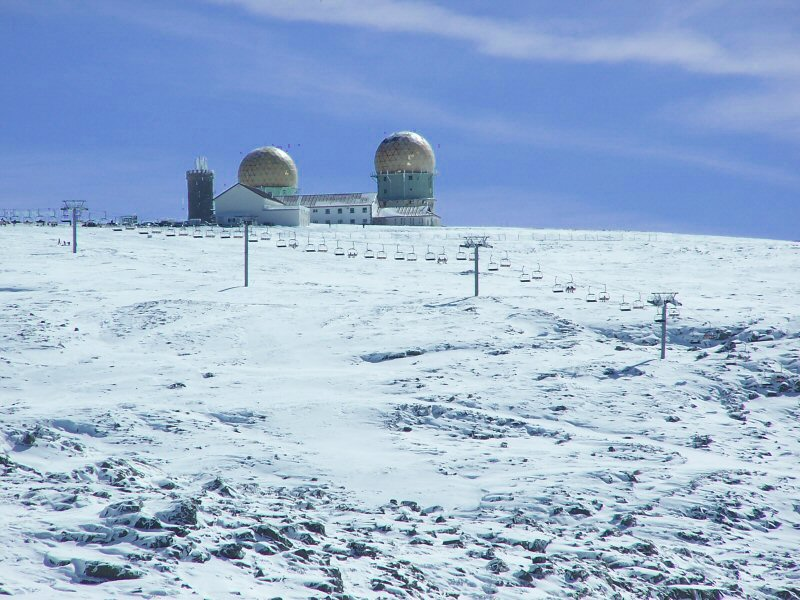
Serra da Estrela, a montanha mais alta de Portugal Continental

A Beira Interior tem limites naturais bem vincados. A norte, é delimitada da região de Trás-os-Montes e Alto Douro, pelas serranias dos vales do Douro e do Côa. A este, os rios Mondego e Zêzere, e as serras do Açor, da Gardunha e da Lousã, separam-na da Beira Litoral. A sul e a sudoeste, o rio Zêzere e a serra da Melriça separam-na da Estremadura e Ribatejo. A oeste, as fronteiras com Espanha são as mesmas desde há mais de sete séculos: os rios Águeda e Erges, e a ribeira dos Tourões, sendo que em várias partes existe a chamada "raia seca". E, no extremo sul da Beira Interior, o rio Tejo faz a ponte com o Alentejo. O relevo de toda a região é acidentado, com destaque para as serras da Estrela (que se eleva a 1 993 m), da Gardunha (1 227 m), de Alvelos (1 084 m) e da Malcata (1 075 m). Porém, a raia norte da Beira Interior está situada num planalto, prolongamento da Meseta Norte, cuja altitude oscila entre os 600 e os 800 m. A zona sul da região está inserida noutro planalto, mais baixo, prolongamento da Meseta Sul, com altitudes que oscilam entre os 500 e os 700 m. É banhada por três dos principais rios portugueses, o Douro, o Tejo e o Mondego, e pelos seus afluentes, Côa, Alva, Zêzere, Águeda, Erges e Ocreza, entre outros. A Beira Interior ocupa um total de 12 533 km².

### População

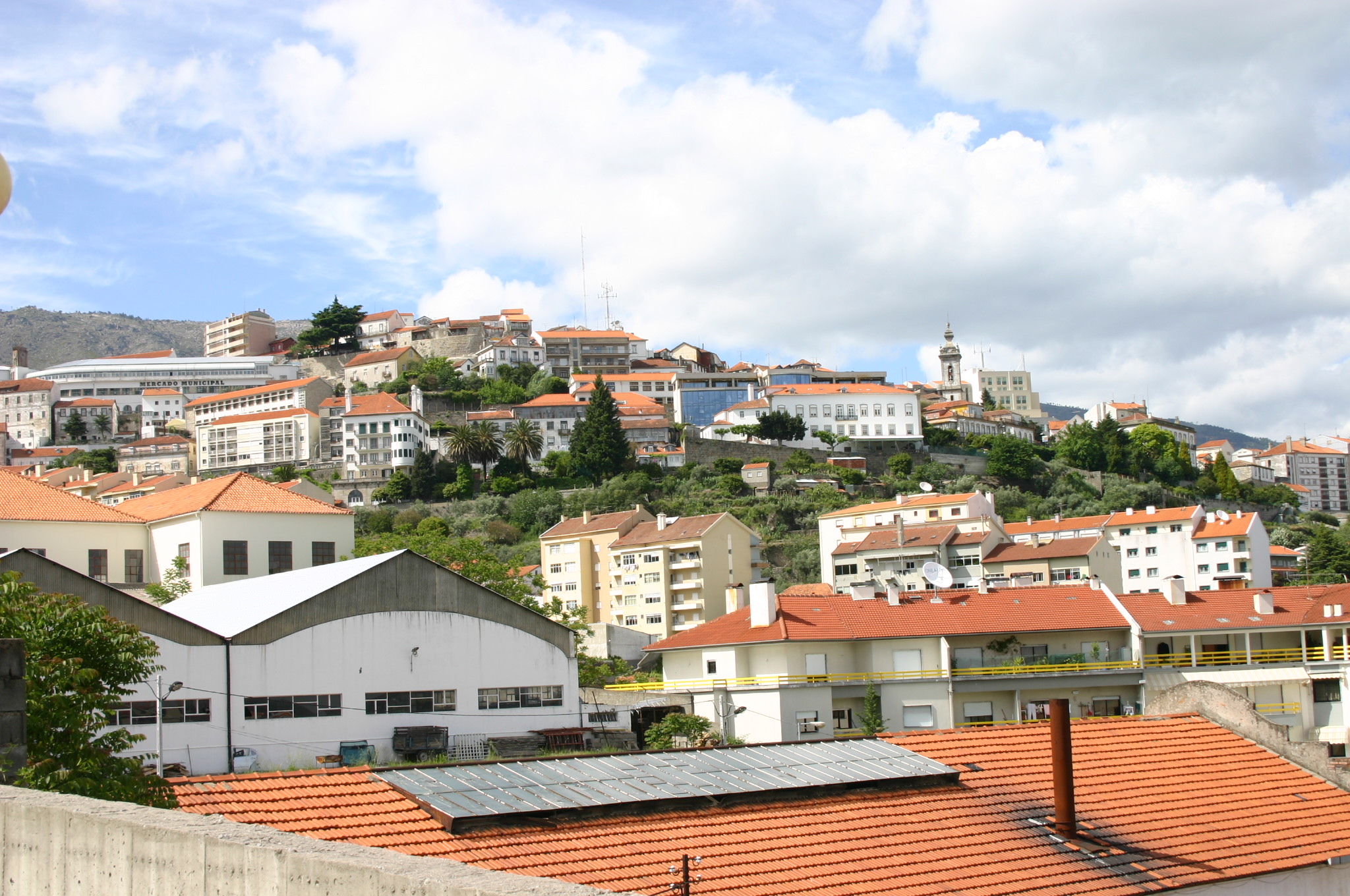
Covilhã, a maior cidade da Beira Interior

Em 2011, a Beira Interior tinha 383 995 habitantes, correspondendo a uma densidade populacional de 29,1 hab/km². A população concentra-se maioritariamente nas cidades e vilas, sendo que, se até agora se tem verificado um ligeiro aumento na sua população, desde o início do século que a população tem estagnado ou mesmo diminuído, mesmo nas maiores cidades. Atualmente, segundo o anuário 2017 do INE, existem 10 cidades na Beira Interior: Covilhã (34 481 hab.), Castelo Branco (34 278 hab.), Guarda (25 993 hab.), Fundão (8 065 hab.), Seia (5 383 hab.), Gouveia (3 380 hab.), Pinhel (2 861 hab.), Trancoso (2 721 hab.), Sabugal (2 231 hab.) e Mêda (2 178 hab.). As vilas são outro foco de concentração de população. Para além das sedes de concelho, destacam-se ainda Tortosendo (Covilhã) com 5 624 hab, Alcains (Castelo Branco) com 5 050 hab e Teixoso (Covilhã) com 4 360 hab. Vilar Formoso (Almeida), com 2 219 habitante, também assume elevada relevância devido a ser a principal fronteira terrestre portuguesa. Verifica-se um acentuado envelhecimento da população, que, em alguns concelhos, diminuiu cerca de 15% só entre 2000 e 2007. Grande parte das aldeias da região tem menos de 200 habitantes, e estão em risco de ficar com população zero a curto/médio prazo. Contas feitas, apenas 11,7% dos cidadãos da Beira Interior tem menos de 15 anos, enquanto os idosos (mais de 65 anos) representam já cerca de 25,6%. Esta realidade levará, portanto, a uma diminuição acentuada da população da Beira Interior nos próximos anos. São, portanto, necessárias políticas regionais de fixação de empresas e população, que não estão ao alcance das possibilidades das autarquias nem têm sido preocupação dos sucessivos governos.

### Recursos naturais

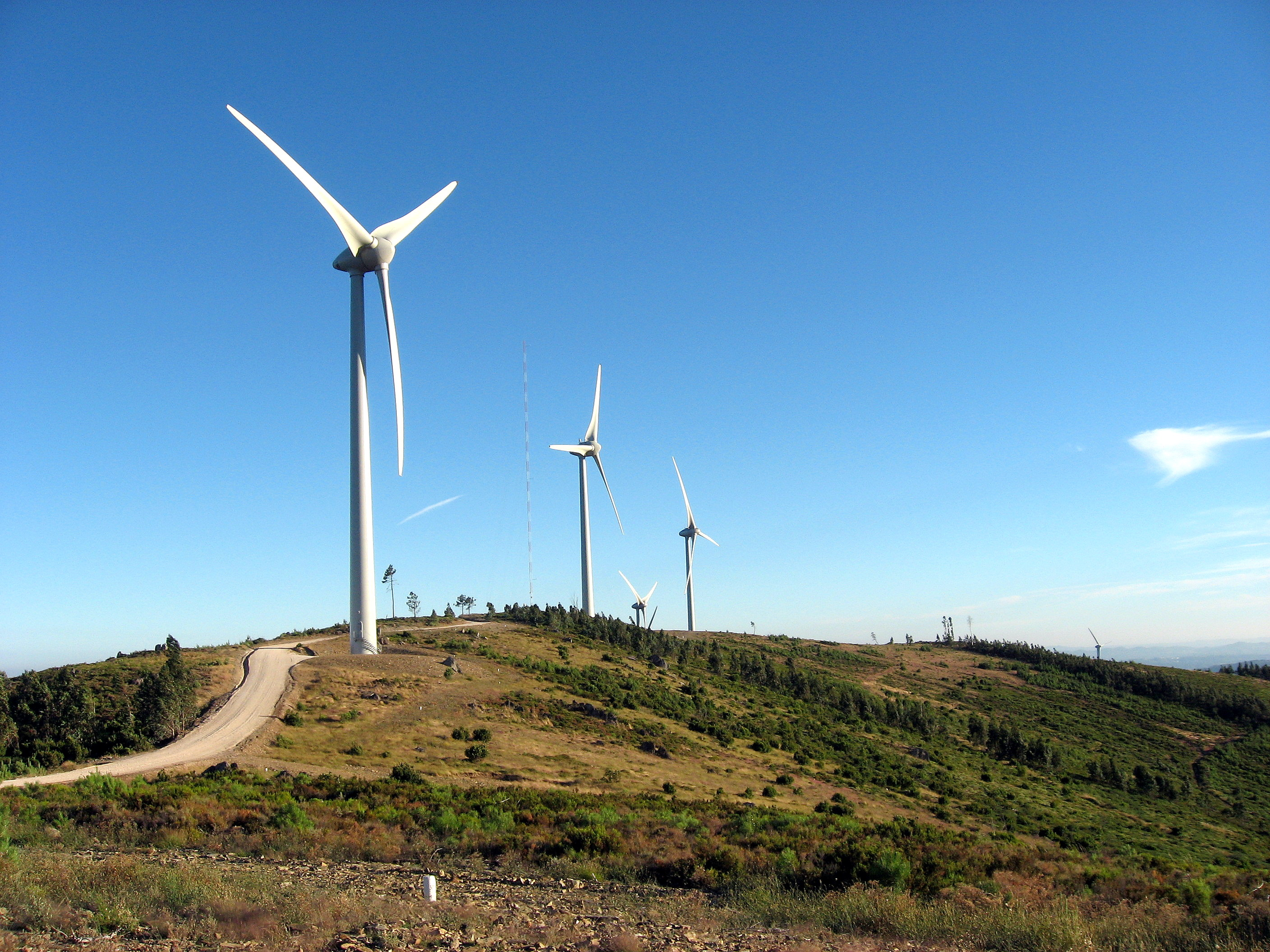
Parque Eólico na Sobreira Formosa, Proença-a-Nova

A Beira Interior é uma região bastante rica em recursos naturais. Em primeiro lugar, os recursos hídricos, provenientes das bacias hidrográficas do Douro, do Tejo e do Mondego, permitem a produção de eletricidade em várias barragens e centrais hidroelétricas. Por outro lado, os fortes ventos que normalmente se registam na Beira Interior permitem a produção rentável de energia elétrica através dos parques eólicos, que têm vindo a aparecer na região. A energia solar tem também espaço para crescer. Deste modo, a Beira Interior é auto-suficiente em termos de energia, podendo inclusive produzir energia para suprir as necessidades do resto do país. Outra das riquezas da região é a abundância de fontes de água de nascente e águas minerais naturais, que são exploradas por várias empresas, dando origem às mais conhecidas marcas de água do nosso país, como a Serra da Estrela, Alardo, São Silvestre e Sete Fontes. O subsolo é também muito rico, registando-se explorações de quartzo, feldspato, lepidolite, estanho, volfrâmio, urânio, tungsténio e cobre, e existindo ainda vários depósitos minerais por explorar. As principais minas da região são as da Panasqueira, no concelho da Covilhã. A exploração de rochas toma também um papel muito importante, principalmente dos granitos amarelos e dos xistos.

### Património natural

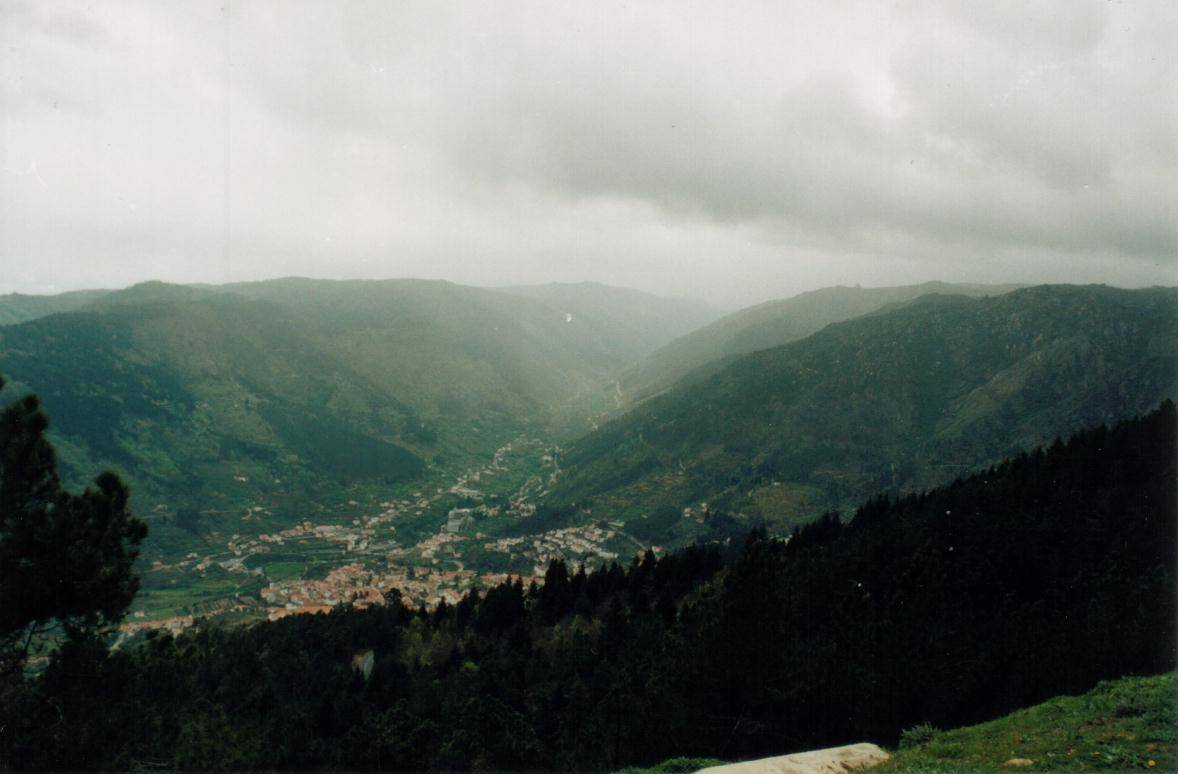
A vila de Manteigas, considerada o coração da Serra da Estrela

O património natural é um dos cartões de visita da Beira Interior. As suas paisagens bucólicas únicas atraem visitantes de todo o país. A neve, rara em Portugal mas frequente na Beira Interior, é o principal atrativo. É nesta região que se situa a maior área protegida do país, o Parque Natural da Serra da Estrela, que contém valores naturais relevantes, incluindo algumas espécies de flora únicas no país; na fauna destaca-se o lobo (Canis lupus), o javali, a lontra e a raposa (Vulpes vulpes). Na Torre, situa-se a única estância de esqui natural do país, a Estância de Esqui Vodafone. Na zona norte da região, situa-se o Parque Natural do Douro Internacional, famoso pelas suas arribas dos vales dos rios Douro e Águeda, onde abundam as aves. Nos concelhos do Sabugal e Penamacor, localiza-se o Reserva Natural da Serra da Malcata, caracterizado pela sua fauna única, onde prontificam espécies como o lobo e a raposa. Foi criada para servir de santuário para o lince-ibérico, espécie em perigo extremo de extinção. A sul, o Parque Natural do Tejo Internacional, caracterizado pelos seus bosques de sobreiros, azinheiras e salgueiros, e por populações únicas de cegonhas, águias, abutres, lontras e veados.

## História

### Os primórdios

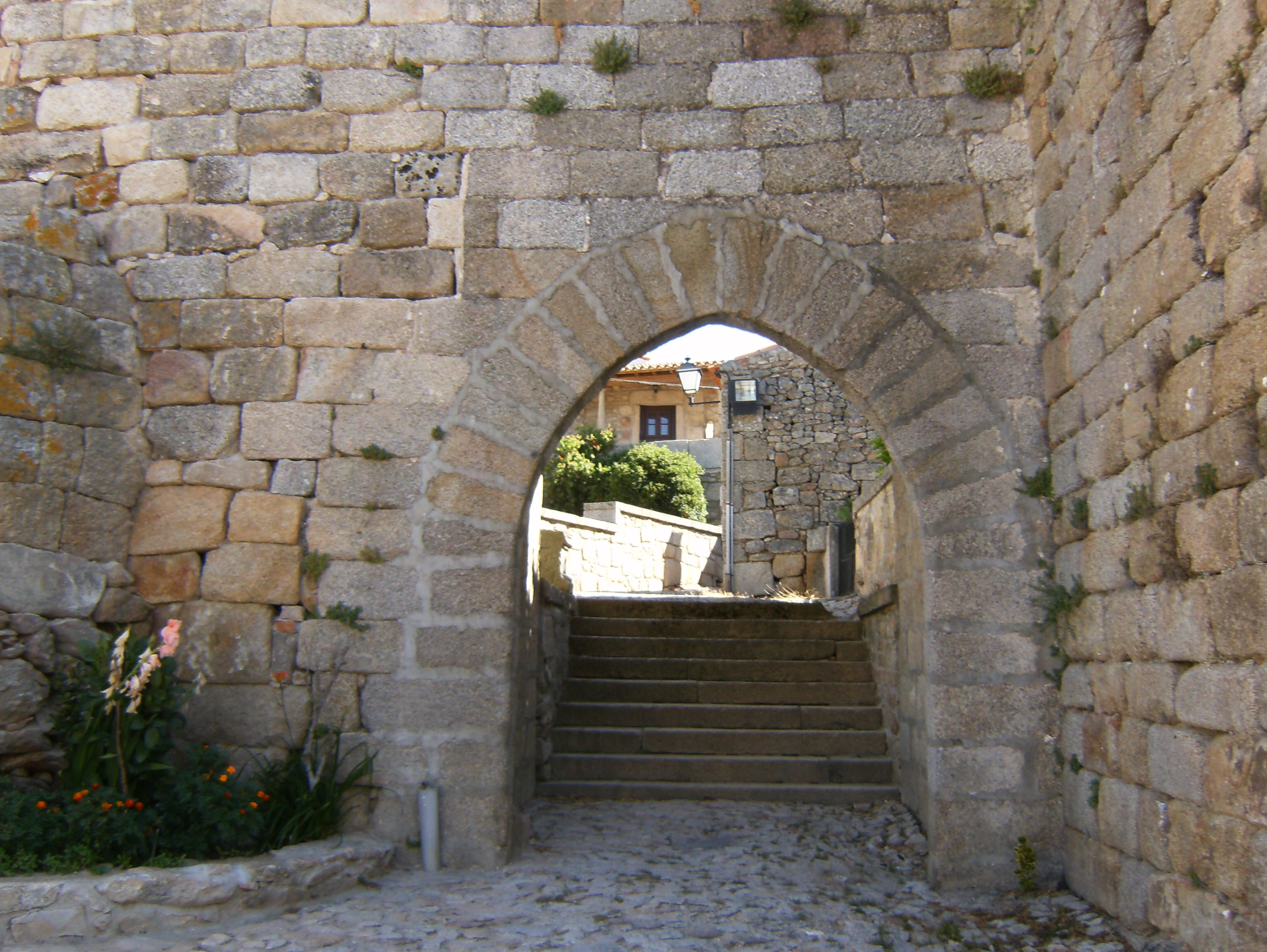
Praça-forte de Castelo Bom, um dos mais importantes pólos de ocupação pré-medieval da Beira Interior

A Beira Interior teve, desde sempre, um papel determinante na história de Portugal. Habitada desde tempos imemoriais, por povos pré-históricos, guarda vestígios da época do Bronze (dos quais se destaca a Espada de Castelo Bom, exposta no museu da Guarda), e foi, mais tarde, terra de origem dos Lusitanos, primeiro sinal da identidade portuguesa, que se refugiaram nos montes Hermínios, atual serra da Estrela, na luta feroz contra os invasores latinos. Os romanos, mais fortes, acabaram por vencer e trouxeram grande evolução à região, desenvolvendo a agricultura e apostando na exploração mineira. Seguiram-se os visigodos e os muçulmanos, que trouxeram inovações que estão na origem dos hábitos ancestrais das pessoas desta região.

### Período Medieval e Descobrimentos

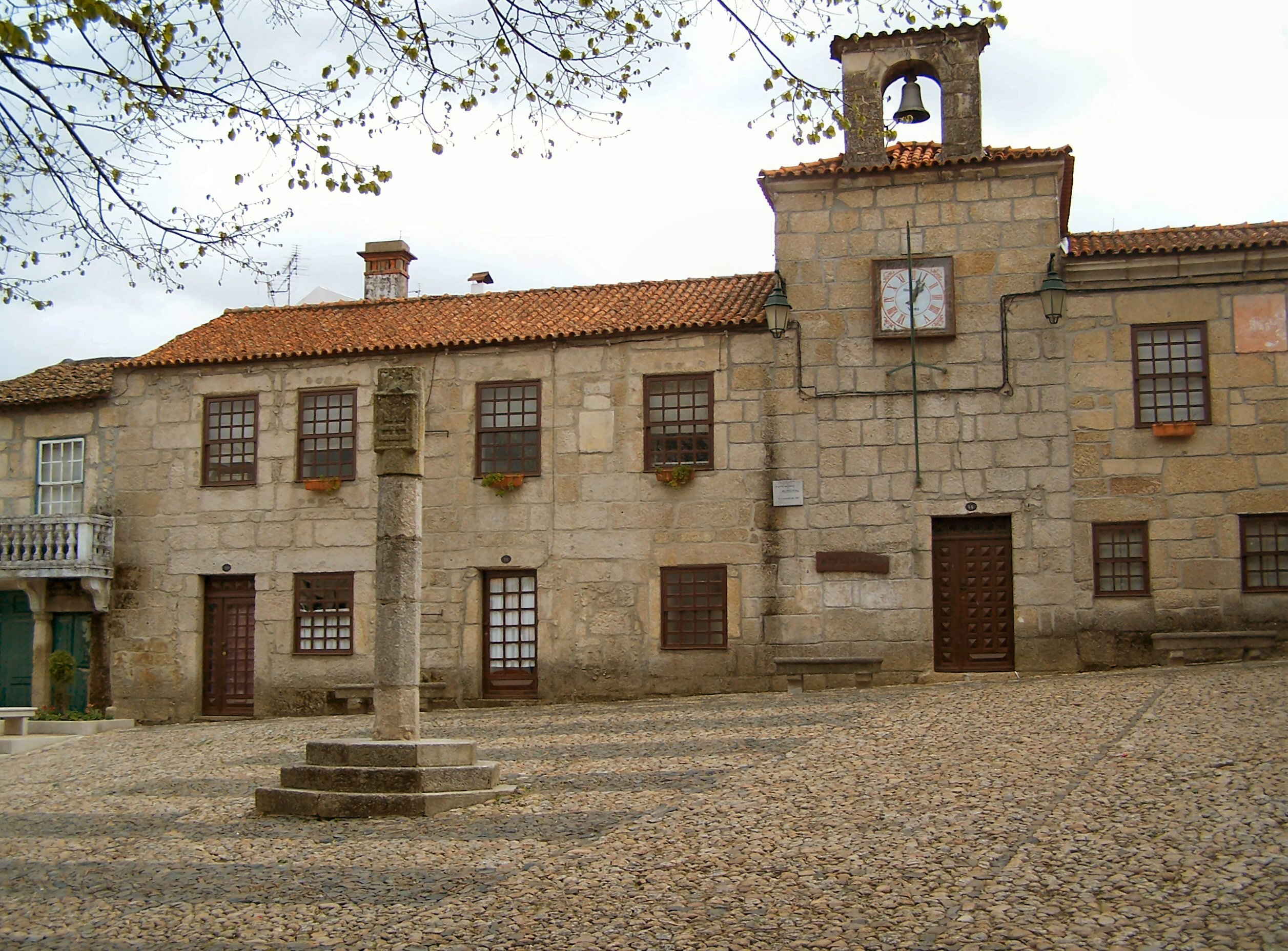
Belmonte, terra natal do navegador Pedro Álvares Cabral

Mas foi na época medieval que a Beira Interior ganhou mais brilho. Disputada entre os séculos XI e XIII entre portugueses, leoneses, castelhanos e muçulmanos, foi o garante da independência nacional face a estes povos, e tomou uma importância fulcral para o nosso país. Foram construídas dezenas de castelos e fortalezas, que ainda hoje podemos visitar, e que estiveram durante séculos na linha da frente na defesa do reino de Portugal. É talvez por isso que os beirões-interiores se assumem, desde sempre, como grandes patriotas. Após o fim das guerras, com a definição das fronteiras, as povoações são recuperadas, e a população aumenta significativamente, com a tomada de medidas que promoveram a fixação de colonos nestas terras (talvez hoje em dia, fosse necessário retomar esta ideia…). Foi importantíssima na época dos Descobrimentos, tendo sido berço de alguns dos nossos maiores navegadores e exploradores, dos quais se destacam Pedro Álvares Cabral, Afonso de Paiva e Pêro da Covilhã.

### Da Guerra da Restauração ao século XX

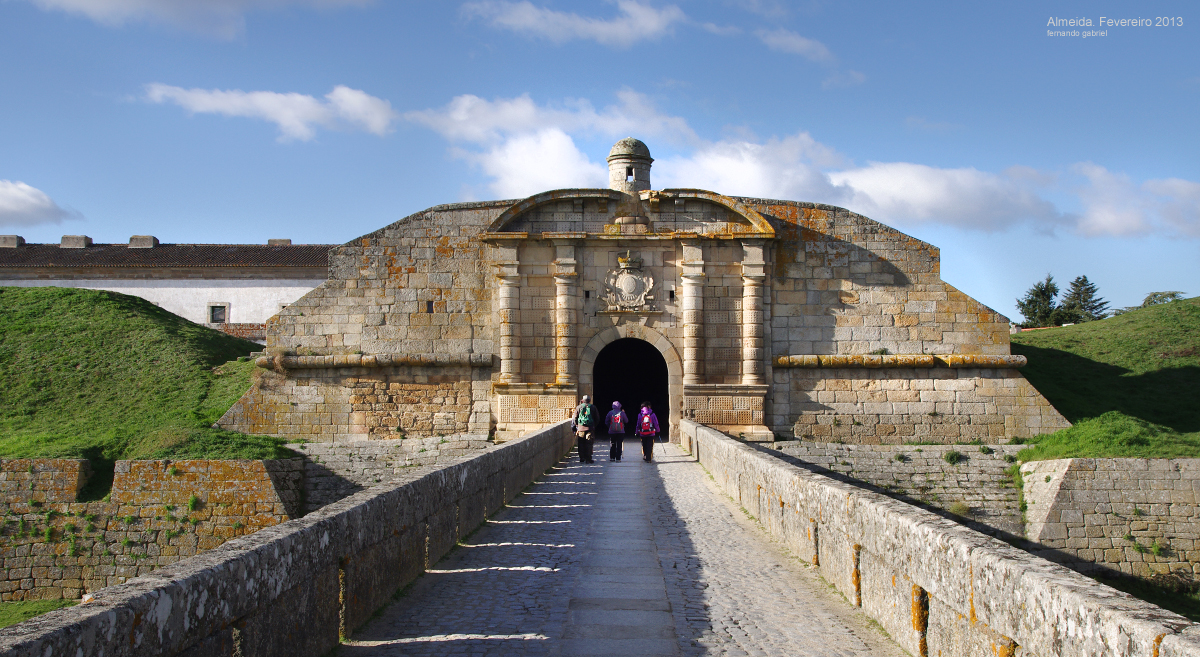
Fortaleza de Almeida, construída durante a Guerra da Restauração e cercada durante as Invasões Francesas, uma das mais espetaculares da Península Ibérica

Mais tarde, na Guerra da Restauração, os seus castelos e fortalezas, e o patriotismo das suas gentes voltaram a assegurar a independência nacional. Como recompensa, houve melhorias consideráveis nas construções da região. Mais tarde, a Guerra dos Sete Anos provoca a invasão de algumas povoações raianas, que mais uma vez dão uma prova de patriotismo, ao afastar o invasor. Aquando das Invasões Francesas, os beirões voltaram a dar a vida pela independência nacional, no cerco de Almeida e nas batalhas de Fontes de Onor e Trancoso. Estas invasões provocaram uma forte destruição em toda a região, que abriu uma ferida de morte.
A meio do século XIX, o progresso chega, com a abertura das Linhas da Beira Alta e da Beira Baixa, e da fronteira rodoviária de Vilar Formoso. Porém, a emigração começa a fazer-se sentir e a população, ao longo do século XX, vai descendo, por falta de condições de vida. Só nos anos 1980 e 90 são criadas algumas infraestruturas, mas o esquecimento a que foi cronicamente votada ao longo de quase dois séculos, e a falta de autonomia regional no presente, continuam a hipotecar o futuro da Beira Interior.

## Identidade regional
Ao contrário do que é usual pensar-se, a Beira Interior não é uma unidade regional recente. Já no século XIII, em 1299, D. Dinis, no seu testamento, ao dividir Portugal em regiões, cria a região da Beira, correspondente aos atuais distritos da Guarda e de Castelo Branco, e a parte do de Viseu. Nos séculos XV e XVI, as bases da divisão do Litoral e do Interior da Beira mantêm-se. No século XIX, quando se começaram a desenhar as divisões em províncias tradicionais, aparece-nos uma Beira Baixa alargada, que correspondia aos distritos da Guarda e Castelo Branco, ou seja, praticamente ao território da Beira Interior moderna. Quase todas as divisões propostas pelas reformas liberais propunham, embora com configurações diferentes, a divisão entre o Litoral e o Interior da Beira. No século XX, no período do Estado Novo, várias reformas avançam sempre no sentido da divisão das Beiras em Litoral e Interior: ora com 3 províncias (Beira Alta, Baixa e Litoral), ora apenas com a Beira Litoral e a Beira Interior, um modelo moderno que é apoiado pelos maiores geógrafos da época, e seguido na adoção do III Plano de Fomento (1969-1973). Após o 25 de Abril, a Beira Interior aparece na primeira proposta de Regionalização, em 1976. A Beira Interior aparece também como região postal (códigos postais 6000 a 6999), de turismo e telefónicas (grupo de indicativos começados por 27). Com a adesão à CEE, são delimitadas as 7 Regiões Agrárias, entre as quais se encontra a Beira Interior, modelo adotado pela CEE para Portugal. Em 1998, neste seguimento, nas propostas de regionalização do PS e da CDU (registe-se o boicote do PSD e do CDS), a Beira Interior é região consensual, e é apresentada a referendo. Hoje em dia, a Beira Interior é já uma região entrosada entre os seus habitantes, tendo bastante aceitação nesta zona como uma boa solução de regionalização para Portugal.

## Património

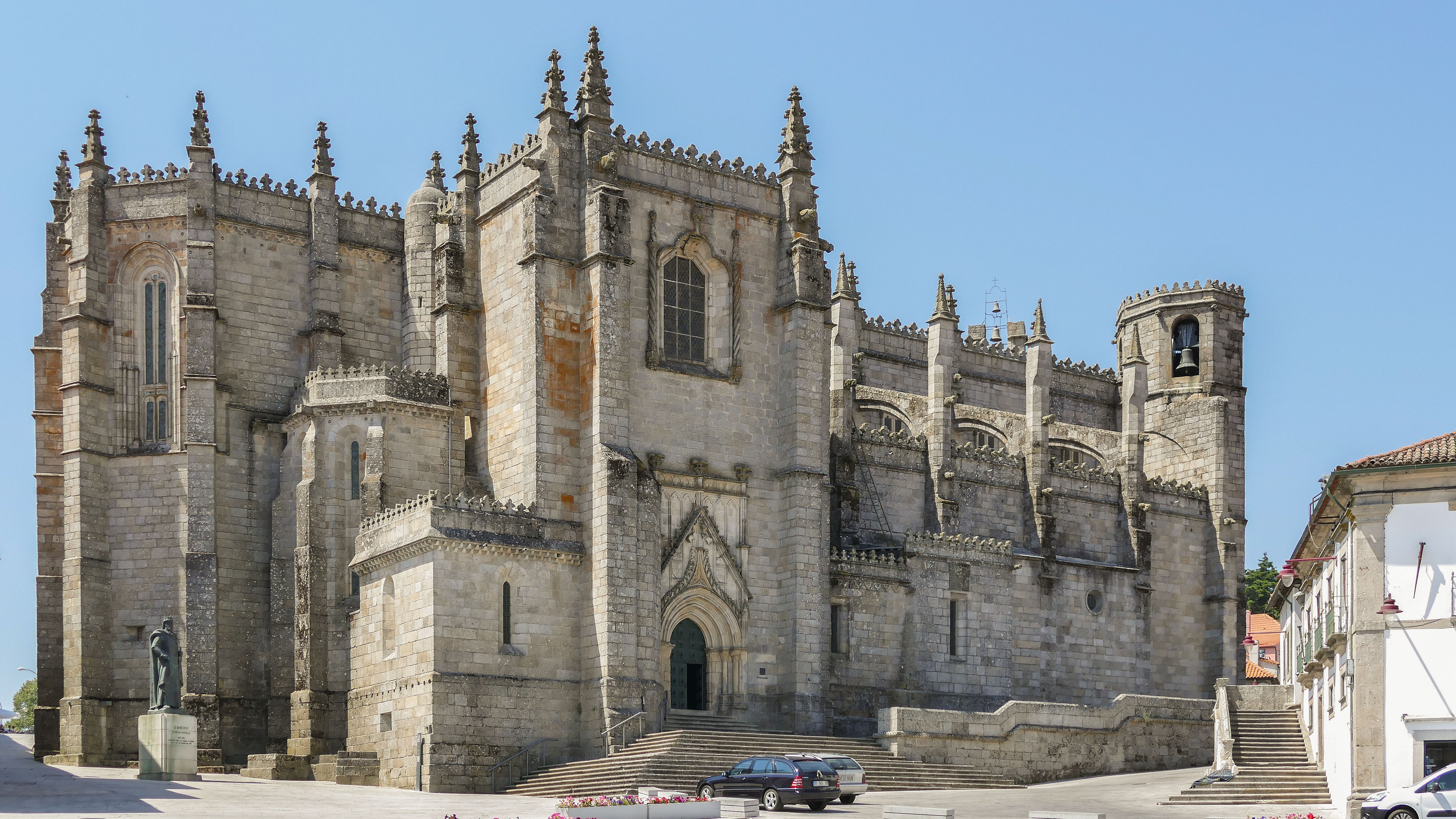
Sé da Guarda, uma das catedrais mais imponentes de Portugal

A Beira Interior é a região por excelência do património. É uma das regiões com mais castelos e fortalezas, cerca de 45 no total, a sua grande maioria em bom estado de conservação. Conserva um ambiente medieval, que aliado às suas paisagens bucólicas, a torna um destino turístico por excelência. 12 dos 13 núcleos históricos recuperados ao abrigo do programa "Aldeias Históricas de Portugal" localizam-se na Beira Interior: Almeida, Castelo Mendo e Castelo Bom (concelho de Almeida), Sortelha (c. Sabugal), Castelo Rodrigo (c. Figueira de Castelo Rodrigo), Marialva (c. Meda), Linhares da Beira (c. Celorico da Beira), Belmonte, Trancoso, Castelo Novo (c. Fundão), Idanha-a-Velha e Monsanto (c. Idanha-a-Nova). As cidades são também muito ricas em património, de várias épocas e estilos arquitetónicos. Aqui destacam-se a o centro histórico e a Sé da Guarda (gótico-manuelina, século XIV-XVI), o Paço Episcopal de Castelo Branco, e as antigas fábricas da Covilhã. Imperdíveis são também os centros históricos de Sabugal, Trancoso, Celorico da Beira, Gouveia, Belmonte, Penamacor e Fundão, a fortaleza em forma de estrela de Almeida, a jóia da arquitetura militar portuguesa, e a antiga cidade episcopal de Pinhel. De outras épocas, há ainda múltiplas antas, sepulturas antropomórficas e construções romanas (destaque para Centum Cellas, em Belmonte). O património tem vindo a ser recuperado e conservado pelas autarquias e governo, e assume um papel fulcral na vocação turística da Beira Interior. Sente-se a falta de uma autoridade regional que articule as diferentes políticas de turismo e património, e divulgue verdadeiramente esta região belíssima, mas que a maioria dos portugueses ainda não descobriu.

## Economia

### Setor Primário
Apesar dos solos da Beira Interior não serem muito produtivos, a agricultura é, ainda hoje, a principal atividade de muitos dos habitantes da região. A Beira Interior produz produtos muito apreciados, alguns deles classificados pela União Europeia. Destacam-se os vinhos da Beira Interior, a cereja e a maçã da Cova da Beira, e o azeite da Raia. O cereal mais abundante é o centeio. A pecuária é um atividade com condições de prosperar e ser rentável, tal como acontece do lado de lá da fronteira, mas apenas se houver real interesse do país e da região em que tal aconteça. A criação de gado bovino, ovino, suíno e caprino encontra aqui condições ótimas para se praticar. A exploração de madeiras, nomeadamente o pinheiro e o carvalho, é também praticada com alguma rentabilidade A Beira Interior tem, assim, condições para ser um dos pilares da agricultura portuguesa. Porém, neste momento, a população agrícola encontra-se envelhecida, o que poderá hipotecar o futuro da atividade nesta região.

### Setor Secundário

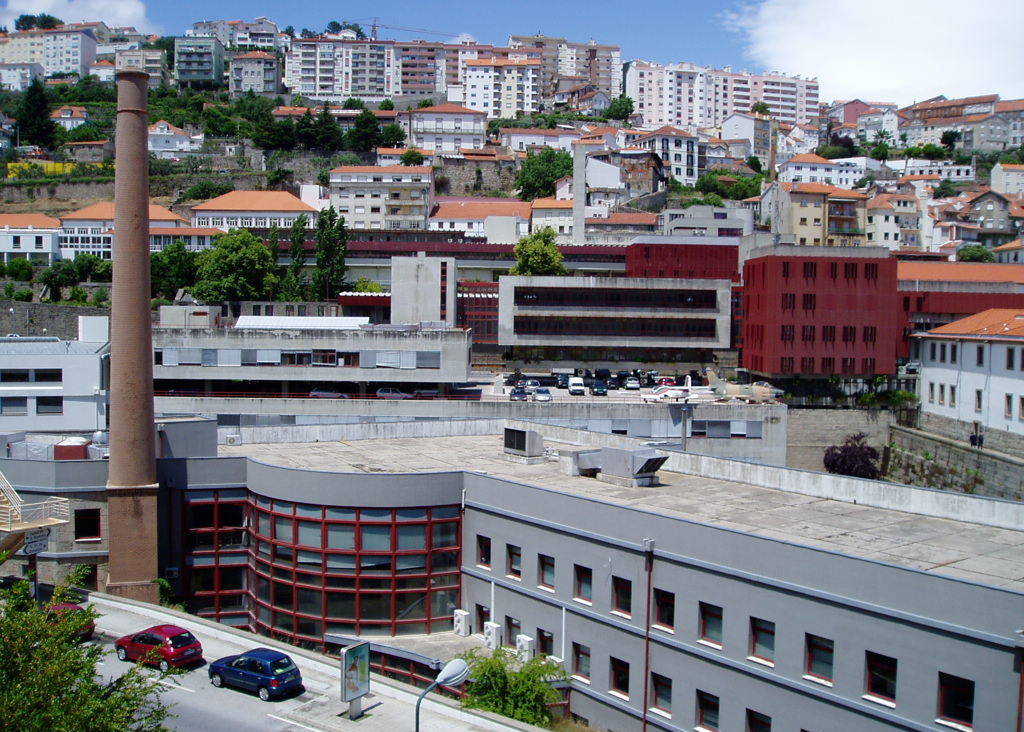
Polo I da Universidade da Beira Interior, Covilhã

A indústria na Beira Interior vive tempos de crise. Se, em tempos, a região foi um importante polo industrial em termos nacionais, nos últimos anos, devido à falta de incentivos à fixação das empresas no interior, e à crise nacional e internacional, muitas empresas fecharam ou estão em risco de fechar, aumentando consideravelmente os níveis de desemprego da região que, se nada for feito, correm o risco de ultrapassar os 10% nos próximos tempos. Atualmente, os principais sectores industriais presentes na Beira Interior são os têxteis, os componentes para automóveis e a agro-indústria.

### Setor terciário
O setor terciário tem-se desenvolvido nos últimos anos. Atualmente, a oferta em termos de serviços, principalmente na área do turismo, tem potencializado este sector na Beira Interior. Nas cidades, o comércio a retalho tem-se vindo a expandir, com a abertura de múltiplos supermercados, hipermercados e centros comerciais. Contudo, o comércio tradicional tem entrado em declínio.

## Transportes e comunicações

### Posição estratégica

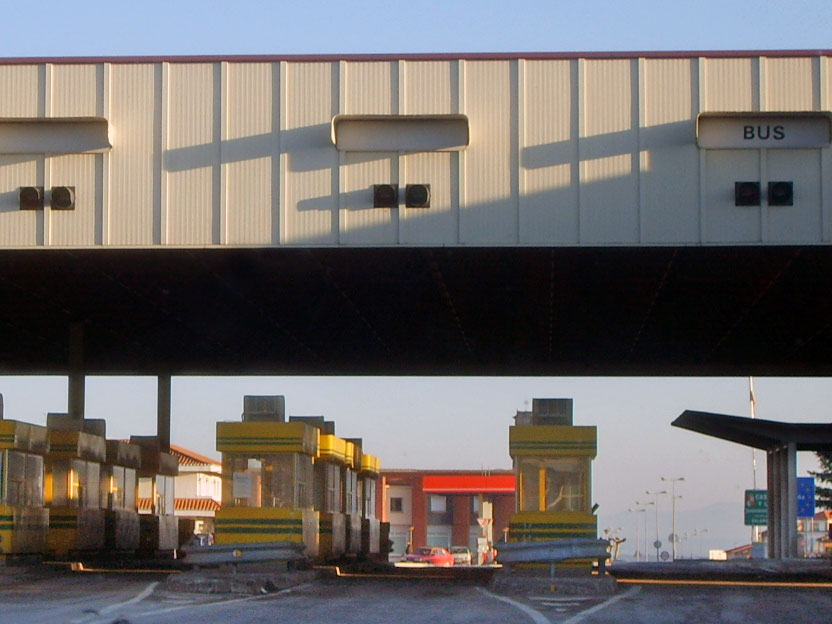
Fronteira de Vilar Formoso, a principal do país

A Beira Interior encontra-se numa posição estratégica em termos nacionais e Ibéricos. Localizada no centro nevrálgico de Portugal, e servida pelas principais rotas rodoviárias e ferroviárias transfronteiriças da Península Ibérica, é o lugar privilegiado para a instalação de qualquer empresa com ambições a nível do mercado ibérico. É, sem dúvida, a região melhor localizada em toda a Península em termos de ligação Portugal-Espanha, localizando-se no centro do triângulo formado pelas cidades do Porto, Lisboa e Madrid, com acessibilidades rápidas a todas elas. A principal plataforma multimodal da Beira Interior é a cidade da Guarda, a 200 km do Porto (2h), 320 km de Lisboa (3h) e 375 km de Madrid (4h). Outros polos estratégicos multimodais são Vilar Formoso (principal fronteira terrestre de Portugal), Castelo Branco, Covilhã e Celorico da Beira.

### Principais vias de comunicação
A Beira Interior tem sido, nos últimos anos, finalmente alvo de modernizações na sua rede rodoviária. Assim, é servida por cerca de 245 km de autoestradas e algumas vias rápidas, que conferem à região boas acessibilidades com o resto do país e da Europa. Na Beira Interior confluem os eixos rodoviários europeus E80 e E802. As auto-estradas A23 (Torres Novas-Guarda) e A25 (Aveiro-Vilar Formoso), as vias-rápidas IC8 (Pombal-Proença-a-Nova) e IP2 (Fratel-Castro Verde) e as estradas EN17 (Coimbra-Celorico da Beira), EN102 (Macedo de Cavaleiros-Celorico da Beira), EN221 (Miranda do Douro-Guarda) e EN240 (Castelo Branco-Segura) constituem a rede fundamental que serve a região. Assim, os principais pontos de intersecção rodoviária são a Guarda, Castelo Branco, Celorico da Beira, Vila Velha de Ródão, Vilar Formoso e Segura, sendo fácil aceder, a partir deles, ao Porto, Lisboa, Coimbra, Viseu, Bragança, Portalegre, Salamanca, Cáceres, Madrid e à fronteira franco-espanhola de Hendaye/Irún. Em termos ferroviários, a região é servida pelas linhas da Beira Alta (Pampilhosa-Vilar Formoso) e da Beira Baixa (Entroncamento-Guarda). A Guarda, como ponto de intersecção das duas linhas, é o principal ponto ferroviário da região. Atualmente, as linhas estão a trabalhar a meio-gás, devido ao seu mau estado de conservação. Ainda assim, efetuam-se os serviços Intercidades de passageiros Guarda-Lisboa e Covilhã-Lisboa, e o serviço internacional Lisboa-Guarda-Vilar Formoso-Paris. Existe um aeródromo em Castelo Branco.